# Hebdomon

Les environs de Constantinople byzantine

Hebdomon

L'Hebdomon (en grec Έβδομον [s.-e. μίλιον], « septième [borne milliaire] ») était un faubourg de Constantinople à l'époque byzantine, situé à sept milles romains du Milion (env. 10 km), c'est-à-dire à 4 km hors des murs, sur la Via Egnatia, au bord de la Mer de Marmara. Abritant plusieurs palais et églises, c'était le point de départ des triomphes impériaux vers la Porte d'Or de la capitale. Jusqu'en 1922, le site était occupé par le village grec de Makrochorion. Aujourd'hui, le lieu s'appelle Bakırköy.

## Histoire
Dès le IVe siècle, l'armée campait en cet endroit, sur un large espace appelé Kampos (nom inspiré du Campus Martius de Rome), et l'empereur se présentait aux soldats sur une plate-forme, le Tribunal, sur lequel Valens fut proclamé empereur en 364, et auquel il fit donner ensuite une élévation monumentale. La façade présentait des niches avec des statues d'empereurs. Constantin Ier avait fait édifier une église de plan basilical dédiée à saint Jean l'Évangéliste ; sous Théodose Ier, une autre consacrée à saint Jean-Baptiste fut construite pour abriter un crâne attribué au saint apporté de Chalcédoine en 391 (inaugurée le 12 mars 392). Cette dernière fut reconstruite sous Justinien Ier selon un plan octogonal analogue à celui de Saint-Vital de Ravenne, avec une coupole. 
Un port fut aménagé à la fin du IVe siècle, et curé sous Justinien Ier. Le palais de la Magnaure de l'Hebdomon (portant le même nom qu'un bâtiment du Grand Palais de Constantinople) fut édifié sous le règne de Marcien ; il abritait la cérémonie devant le sénat lors du retour de l'empereur d'une campagne militaire victorieuse. Justinien Ier fit élever un autre palais appelé Jucundianæ ou Secundianæ, avec un belvédère donnant sur la mer. Sous le même règne furent ajoutés des forums, des portiques, des bains. Il y avait aussi deux forteresses de part et d'autre du port: à l'est le Kastellion Stroggulon ou Kuklobion (forteresse circulaire), à l'ouest le château des Theodosianæ (servant de caserne à la troupe d'élite des Theodosiani). Cinq autres églises sont mentionnées dans les textes: une dédiée à sainte Théodote de Nicée, construite sous Justin Ier ; une autre construite pour recevoir les reliques du prophète Samuel apportées à Constantinople entre 406 et 408, mais qui s'effondra pendant le grand séisme de 557 et ne paraît pas avoir été restaurée ; d'autres à saint Benjamin, aux saints Ménas et Méneus et aux saints enfants martyrs sous l'évêque Babylas d'Antioche. 
Ces aménagements de l'Antiquité tardive eurent beaucoup à souffrir des incursions arabes des années 674-677, puis du siège de 717/718, ensuite de la campagne militaire du khan bulgare Krum en 813. De grands travaux de rénovation eurent lieu sous Basile le Macédonien, et notamment l'église Saint-Jean-Baptiste, qui était en ruine, fut fortement restaurée. Au Xe siècle, à en croire le De ceremoniis de Constantin Porphyrogénète, l'endroit avait préservé son importance, notamment pour la réception des empereurs revenant de campagne.
Une campagne de fouilles a été menée par une équipe française en 1921-23 (au temps du Corps d'occupation français de Constantinople), sous la direction de Robert Demangel. Ont alors été mis au jour les restes du Tribunal (avec la façade à niches) et ceux de l'église Saint-Jean-Baptiste (disparus en 1965 lors de la construction d'un hôpital). Divers fragments architecturaux (dont une colonne en granit portant une inscription dédicatoire en l'honneur de Théodose II) et des parties de galeries souterraines, etc., ont été retrouvés. Cinq citernes byzantines sont connues dans le secteur, dont deux couvertes (l'une étant encore en très bon état). 